# Vittore Frigerio

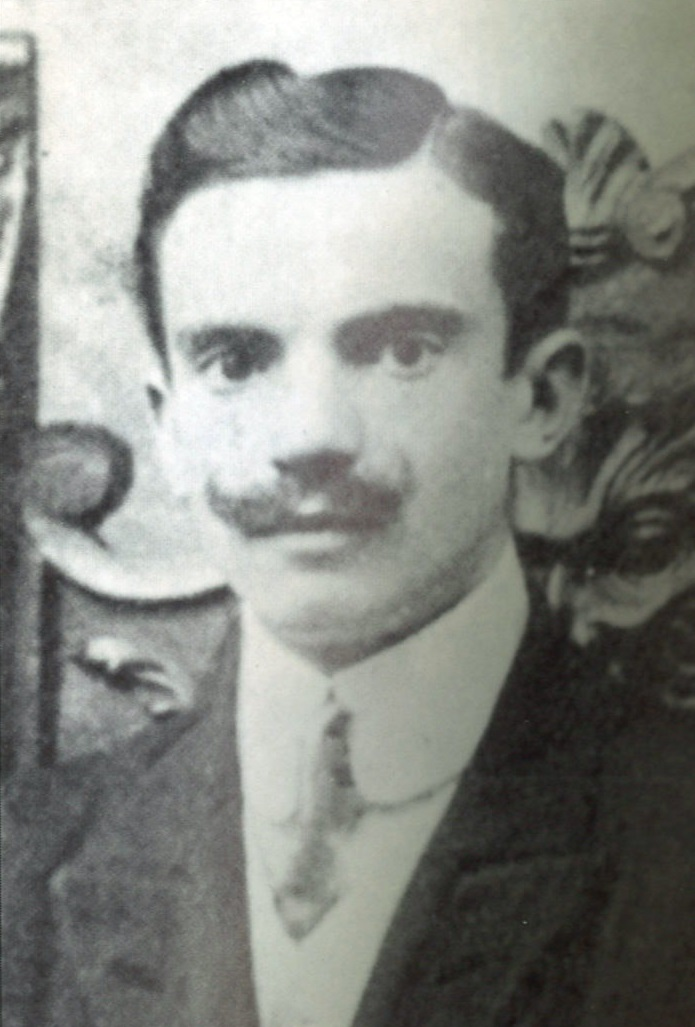
Vittore Frigerio

Vittore Frigerio (* 7. August 1885 in Mailand; † 26. August 1961 in Massagno) war ein Schweizer Journalist und Schriftsteller. Seine journalistischen Arbeiten unterzeichnete er mit dem Pseudonym Gavroche, einer Gestalt aus Victor Hugos Roman Die Elenden.

## Leben
Vittore Frigerio war der Sohn des Luigi Frigerio und wuchs in Cureggia auf.
Er begann als Angestellter bei der Schweizer Tageszeitung Corriere del Ticino, die für den Kanton Tessin publizierte, später war er anfangs deren Korrespondent und bis 1957 deren Chefredaktor. Er vergrösserte den Leserkreis der Zeitung, indem er neue Rubriken einführte, unter anderem als erste Tessiner Zeitung einen Sportteil, und dem lokalen Geschehen einen grösseren Platz einräumte und die Berichterstattung intensivierte.
Vittore Frigerio war verheiratet mit Irma, geb. Rossini.

### Schriftstellerisches Wirken
Er veröffentlichte in der Zeit von 1919 bis 1955 um die dreissig Werke, hierbei veröffentlichte er neben volkstümlichen Unterhaltungsromanen wie 1923 Liliana und 1930 La Maestrina di Carona und Il Natale di Paccagnella auch Literatur, in der er moralische und gesellschaftliche Probleme behandelte, so 1943 das Thema Scheidung in Quel che Dio congiunse und 1950 den Alkoholismus in Un dramma. Er verfasste dazu noch verschiedene Sammlungen von Erzählungen, Theaterstücken und Aufsätzen.
Seine Romane wurde auch in andere Sprachen übersetzt, so ins Deutsche, Französische und Holländische.

## Schriften (Auswahl)
- Di qua, di là: note di Gavroche. Lugano: Grassi & Co, 1921.
- Mio dolce amore: Novelle. Trieste: L. Cappelli, 1922.
- Vittore Frigerio; Francesco Maraia: Liliana. Lugano, Lucerna Tre Fontane (1923).
- Il pozzo della verità: novelle. Lugano, 1925.
- Romeo Fontana; Florindo Bernasconi; Vittore Frigerio: Il Mendrisiotto: arte, natura, propaganda: Suisse méridionale. Lugano: Romeo Fontana Éditeur, 1929.
- La maestrina di Carona: Romanzo. Lugano; Bellinzona: Grassi, 1930.
- Il Natale di Paccagnella. Lugano 1930.
- Foglie nella bufera: Romanzo popolare. Bellinzona: Istituto Editoriale Ticinese, 1932.
- Der Gute Ton. Lugano 1932.
- Vittore Frigerio; Marguerite Daeppen: L'institutrice de Carona: roman. Neuchâtel: V. Attinger, 1933.
- Vittore Frigerio; Elisabeth Scheitlin-Klein: Heiteres aus dem schweizerischen Sonnengarten Lugano: Novellen. Bern: Neukomm & Zimmermann, 1935.
- L'Altarino della Madonna: Racconto Ticinese. Lugano: S. A. Arti Grafiche già Veladini & Ci, 1936.
- Vittore Frigerio; Aldo Patocchi: Cincali: Romanzo. Lugano: A. Gaggini, A. Bernasconi & U. Quadri, Successori di N. Mazzuconi, 1937.
- Don Sereno: racconto. Lugano: Tip. La Buona Stampa, 1939.
- Menga: romanzo. Pro Grigioni Italiano 1941.
- Vittore Frigerio; Aldo Patocchi: Una storia d'emigrante. Lugano: S. A. G, Veladini, 1941.
- Pioggerella d'aprile: Novelle. Lugano: S. A. Arti grafiche già Veladini & C., 1942.
- Quel che Dio congiunse: romanzo di un matrimonio. Bergamo: S.E.S. A, 1943.
- Il testamento della Zia Rosa: romanzo. Lugano: Istituto editoriale ticinese, 1944.
- Was Gott verbunden. Luzern 1945.
- La Mesolcina nei miei romanzi. Pro Grigioni Italiano 1950.
- Francesco Chiesa; Vittore Frigerio; Enrico Talamona; Luigi Caglio; Piero Beretta; Pierre Grellet: Di tutto un po': il Corriere del Ticino ai lettori per il suo sessantesimo. Lugano: Edizione "Corriere del Ticino", 1950.
- Un Dramma: romanzo. Lugano: Istituto ed. ticinese, 1950.
- Scatola a sorpresa: romanzo. Lugano: Istituto editoriale ticinese, 1951.
- Una Vipera nel giardino: gli orrori delle lettere anonime: romanzo. Lugano: Istituto ed. ticinese, 1952.
- Nell'orto della vita: Romanzo. Bellinzona: Ist. ed. ticinese, 1955.